# Supercopa da UEFA de 2024
A Supercopa da UEFA de 2024, ou Supertaça da UEFA de 2024 foi a 49ª edição da Supercopa da UEFA, uma competição anual organizada pela UEFA que foi disputada no Estádio Nacional de Varsóvia, na Polónia em 14 de agosto de 2024. Foi disputada pelos vencedores da Liga dos Campeões da UEFA de 2023–24 e da Liga Europa da UEFA de 2023–24.

## Participantes
| Equipe      | Qualificação                                    | Participações anteriores (negrito indica vencedores) |
| ----------- | ----------------------------------------------- | ---------------------------------------------------- |
| Real Madrid | Campeão da Liga dos Campeões da UEFA de 2023–24 | 8 (1998, 2000, 2002, 2014, 2016, 2017, 2018, 2022)   |
| Atalanta    | Campeão da Liga Europa da UEFA de 2023–24       | Estreante                                            |

## Sede
O Estádio Nacional de Varsóvia, na Polónia, foi escolhido para acolher o jogo da reunião do Comité Executivo da UEFA em Limassol, Chipre, a 26 de Setembro de 2023. O estádio foi construído para o torneio Campeonato Europeu de Futebol de 2012 na Polónia e na Ucrânia, onde acolheu três jogos do Grupo A, uma quarta-de-final e uma semifinal. Desde então, acolheu a final da Liga Europa da UEFA de 2014–15, além de ser palco regular dos jogos em casa da selecção polaca de futebol.

## Partida
| 14 de agosto de 2024 | Real Madrid               | 2 – 0     | Atalanta | Estádio Nacional de Varsóvia, Varsóvia  |
| 21:00 (UTC+1)        | Valverde 59' · Mbappé 68' | Relatório |          | Público: 56 402 Árbitro: Sandro Schärer |

| Real Madrid | Atalanta |

| GK              | 1  | Thibaut Courtois    |     |     |
| RB              | 2  | Dani Carvajal       |     | 88' |
| CB              | 3  | Éder Militão        |     |     |
| CB              | 22 | Antonio Rüdiger     |     |     |
| LB              | 23 | Ferland Mendy       |     |     |
| CM              | 8  | Federico Valverde   |     |     |
| CM              | 14 | Aurélien Tchouaméni |     |     |
| RW              | 11 | Rodrygo             |     | 76' |
| AM              | 5  | Jude Bellingham     | 35' | 88' |
| LW              | 7  | Vinícius Júnior     | 42' | 88' |
| CF              | 9  | Kylian Mbappé       |     | 83' |
| Substituições:  |    |                     |     |     |
| GK              | 13 | Andriy Lunin        |     |     |
| GK              | 26 | Fran González       |     |     |
| DF              | 18 | Jesús Vallejo       |     |     |
| DF              | 20 | Fran García         |     |     |
| DF              | 31 | Jacobo Ramón        |     |     |
| MF              | 6  | Eduardo Camavinga   |     |     |
| MF              | 10 | Luka Modrić         |     | 76' |
| MF              | 15 | Arda Güler          |     | 88' |
| MF              | 17 | Lucas Vázquez       |     | 88' |
| MF              | 19 | Dani Ceballos       |     | 88' |
| MF              | 21 | Brahim Díaz         |     | 83' |
| FW              | 16 | Endrick             |     |     |
| Treinador:      |    |                     |     |     |
| Carlo Ancelotti |    |                     |     |     |

| GK                   | 1  | Juan Musso           |     |     |
| CB                   | 19 | Berat Djimsiti       | 64' |     |
| CB                   | 4  | Isak Hien            |     | 90' |
| CB                   | 23 | Sead Kolašinac       |     | 71' |
| RM                   | 77 | Davide Zappacosta    |     | 62' |
| CM                   | 15 | Marten de Roon       |     |     |
| CM                   | 13 | Éderson              | 9'  |     |
| LM                   | 22 | Matteo Ruggeri       |     |     |
| AM                   | 8  | Mario Pašalić        |     | 90' |
| CF                   | 17 | Charles De Ketelaere |     | 62' |
| CF                   | 11 | Ademola Lookman      |     |     |
| Substituições:       |    |                      |     |     |
| GK                   | 29 | Marco Carnesecchi    |     |     |
| GK                   | 31 | Francesco Rossi      |     |     |
| DF                   | 5  | Ben Godfrey          |     | 62' |
| DF                   | 20 | Mitchel Bakker       |     | 71' |
| DF                   | 27 | Marco Palestra       |     | 90' |
| DF                   | 40 | Pietro Comi          |     |     |
| DF                   | 41 | Pietro Tornaghi      |     |     |
| MF                   | 6  | Ibrahim Sulemana     |     |     |
| MF                   | 25 | Federico Cassa       |     |     |
| MF                   | 44 | Alberto Manzoni      |     | 90' |
| FW                   | 32 | Mateo Retegui        |     | 62' |
| FW                   | 45 | Dominic Vavassori    |     |     |
| Treinador:           |    |                      |     |     |
| Gian Piero Gasperini |    |                      |     |     |

| Homem da partida: Jude Bellingham (Real Madrid) Bandeirinhas: SWI Stéphane De Almeida SWI Jonas Erni Quarto árbitro: UKR Mykola Balakin Árbitro assistente de vídeo: GER Bastian Dankert SWI Fedayi San GER Christian Dingert | Regras do jogo - 90 minutos - Pênaltis se o placar permanecer empatado - Doze substitutos podem ser nomeados - Máximo de cinco substituições |